# Innocenzo Di Manno
Innocenzo Marcello Di Manno, noto come Enzo Di Manno (Staten Island, 13 aprile 1982), è un pallavolista italiano.
Gioca come opposto nella Pallavolo Monterotondo.

## Biografia
Enzo Di Manno cresce nelle giovanili della Piaggio Roma, con cui disputa il campionato di serie A1 2001-02. La stagione successiva è ancora in A1 con la Top Volley Latina, dopodiché gioca cinque campionati di serie B1 con Fenice Isernia, Volley Arezzo, Volley Ostia e Pallavolo Città di Castello. Con gli umbri disputa anche la serie A2 nel 2008-09 e nel 2009-10, quando si mette in luce come secondo miglior realizzatore del campionato.
Dalla stagione 2009-10 gioca due campionati di A2 con il Volley Milano, per poi trasferirsi in B1 alla Pallavolo Monterotondo.